# زنجیره کرم-مانند

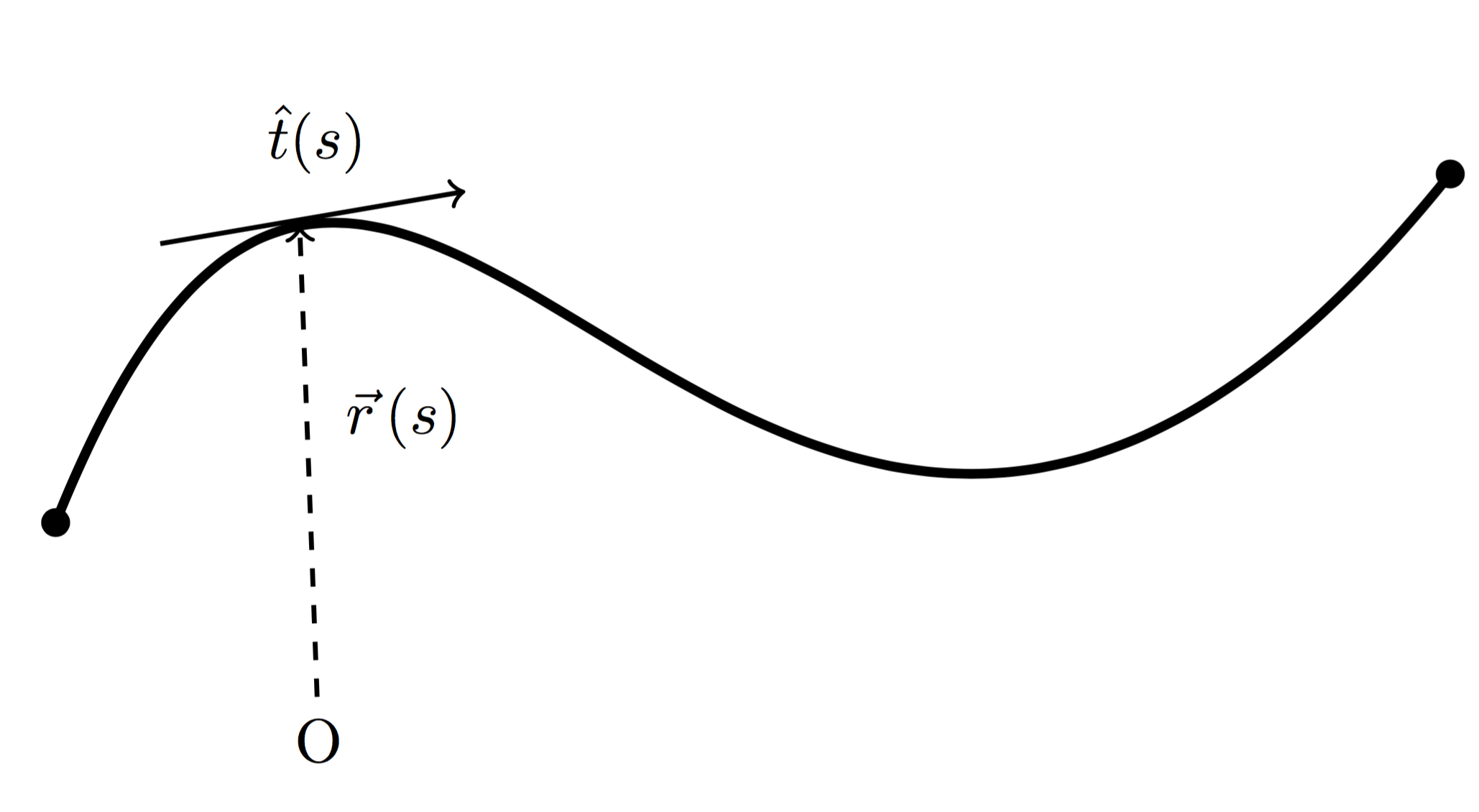
طرح‌نگاره‌ای از مدل WLC شامل بردارهای مماس موقعیت و واحد، همان‌طور که نشان‌داده شده است.

مدل زنجیره کرم-مانند (به انگلیسی: worm-like chain) (WLC) در فیزیک بسپار برای توصیف رفتار بسپارهای نیمه-انعطاف‌پذیر استفاده می‌شود.

## ارتباط این مدل با زیست
بسپارهای زیستی مهمی را می‌توان با زنجیره کرم-مانند مدل کرد، از جمله:
- دی‌ان‌ای دو-رشته‌ای
- آران‌ای بی‌ساختار
- بس‌پپتیدها (پروتئین‌های) بی‌ساختار

## خاصیت کشسانی بسپارهای زنجیره کرم-مانند
با ابزارهای آزمایشگاهی‌ای مثل ریزبینی نیروی اتمی (AFM) یا انبرک‌های نوری می‌توان خاصیت کشسانی بسپارهای بالا رو بررسی کرد. رابطه‌ای که از درون‌یابی به داده‌های تجربی برای میزان کشیدگی  {\displaystyle x} بسپار به دست می‌آید به صورت
{\displaystyle {\frac {FP}{k_{B}T}}={\frac {1}{4}}\left(1-{\frac {x}{L_{0}}}+{\frac {F}{K_{0}}}\right)^{-2}-{\frac {1}{4}}+{\frac {x}{L_{0}}}-{\frac {F}{K_{0}}}}
هست که {\displaystyle L_{0}} طول بسپار کاملاً باز، {\displaystyle P} طول پایستگی بسپار، و {\displaystyle F} نیرویی است که به بسپار وارد کرده‌ایم (بوستامانته و دیگران، ۱۹۹۴؛ مارکو و دیگران، ۱۹۹۵).